# Interpol (sastav)
Interpol je njujorški indie-rock sastav formiran 1998. Njihov debitantski album pod nazivom Turn on the Bright Lights bio je ogroman favorit kritike, a nasljednik Antics velik uspjeh, kako kod kritike, tako i kod šire publike.

## O bendu
Interpol čine Paul Banks (vokal, gitara), Sam Fogarino na bubnjevima i Daniel Kessler na gitari.
Njihov zvuk mračna je mješavina dugih, melodičnih bas-dionica ispresijecanih kratkim gitarskim rifovima. Interpol često povezuju s grupom Joy Division, na koju podsjećaju ozbiljnom glazbom i kompliciranim, često zbunjujućim tekstovima. Taj zvuk je pogotovo očit na prvijencu Turn on the Bright Lights, dok je Antics donio puniji, mnogo samouvjereniji zvuk.
Sastav je nastao kad je Daniel Kessler upoznao Grega, bubnjara, na Njujorškom univerzitetu. postavu su popunili bivšim gitaristom Carlosom Denglerom, koji je prihvatio svirati za njih bas i Paulom Banksom, pjevačem kojeg je Kessler upoznao u Parizu. 2002., bubnjar napušta sastav i zamjenjuje ga Sam Fogarino, kojeg su ostali članovi upoznali kao radnika u mjesnoj trgovini pločama.

## Diskografija

### Albumi
- Turn on the Bright Lights (2002.)
- Antics (2004.)
- Our Love to Admire (2007.)
- Interpol (2010.)
- El Pintor (2014.)
- Marauder (2018.)

### Mini-albumi (EP izdanja)
- Fukd I.D. #3 (2000.)
- Precipitate (2001.)
- Interpol (2002.)
- The Black EP (2003.)
- Interpol Remix (2005.)
- Interpol: Live in Astoria (2007.)
- Try itvOn Remixes (2011.)
- El Pintor Bonus Tracks (2018.)
- A Fine Mess (2019.)

### Singlovi
- The Interpol EP: PDA / NYC / Specialist (2002.)
- Obstacle 1 (2002.)
- Say Hello To The Angels / NYC (2003.)
- Obstacle 1 (remix) (2003.)
- Slow Hands (2004.)
- Evil (2005.)
- C'mere (2005.)
- The Heinrich Maneuver, (2007.)
- Mammoth, (2007.)
- Barricade, (2010.)
- Lights, (2011.)
- All the Rage Back Home, (2014.)
- Ancient Ways, (2014.)
- Everything Is Wrong, (2015.)
- The Rover, (2018.)
- Number 10, (2018.)
- If You Really Love Nothing, (2018.)
- All at Once, (2018.)
- Mess, (2019.)
- The Weekend, (2019.)

## Vanjske poveznice
- Službena web-stranica sastava Interpol
- Recenzija albuma "Antics" na VIP.music portalu